# Dieffenbach-au-Val
Dieffenbach-au-Val là một xã thuộc tỉnh Bas-Rhin trong vùng Grand Est đông bắc Pháp.